# Manuel Otero Jiménez
Manuel Otero Jiménez  (Sevilla, 14 de octubre de 1942 - Vigo, 5 de diciembre de 2021), más conocido como Manolo Jiménez, fue un futbolista español que militó en el Fútbol Club Barcelona y Real Club Celta de Vigo. Su posición natural era de extremo izquierdo.

## Biografía
Nacido en el barrio de Triana (Sevilla), Jiménez se formó en las categorías inferiores del Betis Deportivo Balompié. Posteriormente fichó por el Xerez Club Deportivo y el Badajoz antes llegar al F.C. Barcelona. En el equipo blaugrana conoció a míticas leyendas como Cales Rexach o Josep Fusté. En la temporada 1968-69 fue cedido al Celta, donde jugó un papel decisivo para el ascenso del equipo celeste a Primera División.
Jugaba de extremo izquierdo, y poseía una gran visión de juego, velocidad y potente disparo con ambas piernas. Apodado como el Gila o el Filomatic por su parecido con el afamado humorista Miguel Gila.
Formó parte de la escuadra que logró la primera clasificación para la Copa de la UEFA a comienzos de la década de los setenta, conformando junto a Paco Doblas y al futbolista paraguayo Gabriel Lezcano una de las delanteras más destacada de esos años.

## Clubes
| Club           | País   | Año       |
| -------------- | ------ | --------- |
| CD Constancia  | España | 1964-1965 |
| Xerez CD       | España | 1965-1966 |
| Real Betis "B" | España | 1966-1967 |
| FC Barcelona   | España | 1968-1969 |
| Celta de Vigo  | España | 1969-1975 |
| Girona FC      | España | 1976      |